# Thomas W. Laqueur
Pour les articles homonymes, voir Laqueur.
Thomas Walter Laqueur né le 6 septembre 1945, est un historien de la médecine, de la sexualité et du genre de nationalité américaine. Il a impulsé la recherche sur le sexe et le genre en publiant en 1990 La fabrique du sexe, ouvrage dans lequel il propose deux modèles : celui du sexe unique et celui des deux sexes.

## Biographie
Le père de Thomas W. Laqueur, est un médecin légiste né à Hambourg. Il s'exile en Turquie en 1935, puis migre aux États-Unis avec sa famille en 1950 où il s'installe en Virginie. L'oncle de  Thomas W. Laqueur, également médecin, a isolé un œstrogène.
Après des études supérieures au Swarthmore College en Pennsylvanie, Thomas W. Laqueur soutient une thèse d'histoire sociale en 1971 à l'Université de Princeton ; elle est intitulée Religion and Respectability: Sunday Schools and Working Class Culture, 1780-1850, dirigée par Lawrence Stone. En 1973, il devient professeur d'histoire à Oxford et Berkeley. Il est professeur distingué en histoire à l'Université de Californie à Berkeley.
Il publie en 1990 (traduction française en 1992), La fabrique du sexe, ouvrage dans lequel il développe l'idée qu'alors que depuis l'Antiquité, c'est le genre qui différencie les sexes, considérés comme unique, au siècle des Lumières s'impose la conception de deux sexes qui caractérisent les genres .
Dans son ouvrage Le Travail des morts, traduit en français en 2018, il questionne notre rapport aux morts mêlant anthropologie et histoire sur la période allant de la Révolution française aux années 2000.

## Modèle du sexe unique
Thomas Laqueur propose dans La fabrique du sexe : essai sur le corps et le genre en Occident que la définition du féminin et du masculin est variable dans le temps et qu'elle n'a pris la forme binaire basée sur les différences biologiques qu'au XVIIIe siècle. Auparavant, les femmes sont perçues comme des êtres humains inachevés ou imparfaits. C'est avec le développement de la médecine et de la biologie au XVIIIe siècle, que la différenciation se base sur la biologie et donc le sexe. Il postule que les définitions de sexe et de genre sont historiquement différentes et mouvantes. Dans le modèle du sexe unique, le genre est fondateur, dans le système binaire le genre est l'expression du sexe.
Certains historiens des sciences, notamment Katharine Park et Robert A. Nye, contestent cet argument. Monica Green, Heinz-Jürgen Voss et Helen King, rejettent la proposition selon laquelle les descriptions anciennes représentent un modèle homogène d'un seul sexe qui a ensuite muté au XVIIIe siècle en modèle binaire. Il a également fait l'objet de lectures critiques en France,. Son ouvrage a impulsé la recherche sur les notions de sexe et genre.

### Vie personnelle
Thomas W. Laqueur est marié avec Carla Hesse, historienne de la Révolution française à Berkeley.

## Prix et distinctions
- Distinguished Achievement Award 2007, fondation Andrew W. Mellon[4]

## Publications
- (en) Thomas Laqueur, The Work of the Dead : A Cultural History of Mortal Remains, Princeton, Princeton University Press, 2015, 711 p. (ISBN 978-0-691-15778-8 et 0-691-15778-2), en français : Thomas Laqueur (trad. de l'anglais par Hélène Borraz), Le travail des morts. Une histoire culturelle des dépouilles mortelles, Paris, Gallimard, 2018, 928 p. (ISBN 978-2-07-017846-9)
- Thomas Laqueur, Solitary Sex : A Cultural History of Masturbation, Brooklyn, Zone Books, 2004 (ISBN 1-890951-32-3)
- (en) Thomas Laqueur, Making sex : body and gender from the Greeks to Freud, Cambridge, Harvard University Press, 1990, 313 p. (ISBN 0-674-54349-1), en français : Thomas Walter Laqueur, La fabrique du sexe : essai sur le corps et le genre en Occident, Gallimard, impr. 2013 (ISBN 978-2-07-045078-7 et 2-07-045078-3, OCLC 858211486, lire en ligne)
- Catherine Gallagher et Thomas Laqueur, The Making of the Modern Body : Sexuality and Society in the Nineteenth Century, Berkeley, University of California Press, 1987 (ISBN 0-520-05960-3)
- Thomas Laqueur, Religion and Respectability : Sunday Schools and Working Class Culture, 1780-1850, New Haven, Yale University Press, 1976, 293 p. (ISBN 0-300-01859-2)